# Kunsten.nu
Kunsten.nu var et dansk nettidsskrift om kunst, der blev oprettet i 2008. I 2023 havde det ifølge egne oplysninger 50-60.000 månedlige læsere og ca. 1½ mio. årlige sidevisninger. Det er sammen med Kunstkritikk.dk blevet fremhævet i Dagbladet Information som de bedste danske internetmedier til viden og debatter om samtidskunsten. Mediets direktør Jan Falk Borup fik i 2017 Akademiraadets N.L. Høyen-medalje for med Kunsten.nu at have skabt "et kunstformidlingsmedie af høj kvalitet" og derigennem synliggjort den danske kunstscene.
I 2024 fusionerede Kunsten.nu på grund af økonomiske problemer med projektet Art Week til en ny fælles formidlingsplatform med navnet Art Matter. Den nye platform byggede på et mere kommercielt samarbejde med kunstbranchens udøvere og institutioner og dermed en afslutning på mediets hidtidige uafhængige journalistik og kunstkritik.

## Start
Den lokalt orienterede kunstportal aarhus.nu var blevet oprettet i 2004 som et kunstprojekt af Jan Falk Borup, der på det tidspunkt var billedkunststuderende ved Det Jyske Kunstakademi. Dette site blev i september 2008 relanceret som kunsten.nu. Stifteren Borup var selv den første chefredaktør på sitet. Ambitionen var at skabe en landsdækkende internetportal for kunst, som både var en guide til aktuel kunst og rummede kunstkritik, debat, portrætter, interviews og nyheder fra kunstens verden, sådan at sitet gav et samlet overblik over dansk billedkunst. Mediets forretningsmodel delte sitet i to dele, nemlig dels en kalender ("Art Guide") over kunstbegivenheder, der blev finansieret af annoncer og de institutioner, der fik omtale af deres udstillinger, og dels et redaktionelt magasin ("Journal") med uafhængig journalistik og kritik, støttet af Statens Kunstfond.

## Tildeling af N.L. Høyen-medaljen
I 2017 fik stifter og direktør Jan Falk Borup Akademiraadets N.L. Høyen-medalje for med Kunsten.nu at at have skabt "en af de vigtigste platforme for formidling af billedkunst i Danmark".

## Art Matter
I 2020 ændrede Statens Kunstfond støttereglerne, så netmediet fik færre penge, hvilket gav Kunsten.nu økonomiske problemer.
I januar 2024 blev det meddelt, at Kunsten.nu ville fusionere med søsterprojektet Art Week til en ny fælles formidlingsplatform med navnet Art Matter. Kunsten.nus "Journal" blev relanceret som Art Matter Journal, "Art Guide" som Art Matter Guide, og kunstfestivalen "Art Festival" blev til Art Matter Festival. Samtidig ophørte mediet med at offentliggøre anmeldelser og egentlig kunstkritik, men lagde mere vægt på at producere sit indhold i samarbejde med kunstnerne og kunstscenen. Dermed ændrede mediet karakter fra at levere uafhængig journalistik og kritik til at leve af kommercielt samarbejde med kunstbranchens aktører.